# Ruhbergia rostroides
Ruhbergia rostroides är en klomaskart som beskrevs av Reid 1996. Ruhbergia rostroides ingår i släktet Ruhbergia och familjen Peripatopsidae. Inga underarter finns listade i Catalogue of Life.